# Piaski (powiat łobeski)
Piaski – wieś w Polsce położona w województwie zachodniopomorskim, w powiecie łobeskim, w gminie Resko.
W latach 1975–1998 miejscowość należała administracyjnie do województwa szczecińskiego.